# Lubuk Besar (Tiang Pumpung Kepungut)
Lubuk Besar is een bestuurslaag in het regentschap Musi Rawas van de provincie Zuid-Sumatra, Indonesië. Lubuk Besar telt 1899 inwoners (volkstelling 2010).